# رئیس هیئت منصفه
رئیس هیئت منصفه (انگلیسی: The Foreman of the Jury) یک فیلم کوتاه کمدی به کارگردانی مک سنت است که در سال ۱۹۱۳ منتشر شد.

## گزیدهٔ بازیگران
- راسکو آرباکل
- فرد میس
- هنک من
- میبل نورماند
- فورد استرلینگ